# Склеп (оповідання)
Склеп (англ. The Tomb) — твір американського письменника Г. Лавкрафта, написане в червні 1917 року і вперше побачило світ в березневому номері журналу «The Vagrant» за 1922 рік. Історія розповідає про Джерваса Дадлі, який стає схибленим склепом, що знаходиться неподалік від будинку його дитинства. Оповідання вважається першим, написаним дорослим Лавкрафтом. Пізніше твір увійшов до збірки "Дагон та інші моторошні історії" (1986).

## Сюжет
Твір розповідає про Джерваса Дадлі, відвертого мрійника. Ще бувши дитиною, він виявляє замкнений вхід до склепу, що належав родині Гайд, чий особняк згорів багато років тому. Джервас намагається зламати замок, але будь-які спроби виявляються марними. Зневірившись, він лягає спати біля гробниці. Зрештою, натхненний читанням «Життєписів» Плутарха, Дадлі вирішує терпляче чекати, доки не настане змога забратися до середини склепу.
Згодом, однієї ночі, Джервас знову засинає біля склепу. Прокинувшись, він помічає, що раптово прокидається пізно ввечері, і йому здається, що коли він прокинувся, в склепі поспіхом погасили світло. Тоді Джервас повертається до свого будинку, де йде прямо на горище, до прогнилої скрині, і знаходить потрібний ключ. Потрапивши всередину, Джервас знаходить порожню труну з ім'ям «Джервас», написаним на табличці поряд. Головний герой вирішує заснути в порожній труні, а потім повторювати цю дію щоночі, але ті, хто бачить, як він спить, бачать, що він спить зовні склепу, а не всередині, як вважає Джервас, і зумовлює це втручанням богів. Джервас також починає боятися грому і вогню, і усвідомлює, що за ним шпигує один з його сусідів.
Всупереч своєму здоровому глузду, Джервас вирушає до склепу вночі, коли насувається буря. Він бачить, що особняк Гайда відреставрований до колишнього стану; там відбувається вечірка, до якої він приєднується, відмовляючись від колишнього спокою заради богохульного гедонізму. Під час вечірки в особняк влучає блискавка, і він згорає. Джервас втрачає свідомість, уявивши себе згорілим дотла у полум'ї. Він прокидається, кричить і бореться, а його тримають двоє чоловіків, серед яких присутній його батько. Виявляється невеличка антикварна скринька, відкопана нещодавньою бурею. Всередині — порцелянова мініатюра чоловіка з ініціалами «J.H.». Джервасу здається, що його обличчя — дзеркальне відображення його самого. Здається, що Джервас був реінкарнацією Джерваса Гайда, який повернувся, щоб бути похованим разом зі своїми предками в родинному склепі, як це було, коли його прах розвіяло на всі боки.
Джервас починає розповідати, що він спав у склепі. Його батько, засмучений психічною нестабільністю сина, говорить йому, що за ним вже давно спостерігають і що він ніколи не заходив до склепу, і що висячий замок проржавів від часу. Джерваса забирають до божевільні, як психічно хворого. Він просить свого слугу Хірама, який залишився вірним йому, пори його нинішній стан, дослідити склеп — прохання, яке Хірам виконує. Зламавши замок і спустившись з ліхтарем у каламутну глибину, Хірам повертається до свого господаря і повідомляє йому, що там справді є труна з табличкою, на якій написано «Джервас». Джервас каже, що йому обіцяли поховати його в цій труні, коли він помре.

## Вплив
Лавкрафт написав це оповідання у 27 років, перебуваючи під враженням від творчості Едгара По, зокрема, від роману "Падіння дому Ашерів". Фраза: «могутній демон поманив мене звідти незримою рукою» нагадує фразу: «Нестримне тремтіння проникало в моє тіло; і, врешті-решт, моє серце зціпив інкуб нез'ясовної тривоги» з «Падіння будинку Ашерів». Фразу могли запозичити з міфології Стародавнього Єгипту, якою був захоплений Едгар По.

У релігії Стародавнього Єгипту був популярний обряд, коли людина спала в гробниці, щоб у снах вирушити до Світу мрій, як сновидець, згідно з концепцією душі. Уві сні людина зустрічала померлих, привидів, духів, демонів і богів. Сюжет твору містить багато деталей із казки про Хонсуемхеб і примару:
Чоловік провів ніч біля гробниці у фіванському некрополі, де він зустрів неспокійного духа, який виконує бажання. Він розповів про це Верховному жерцеві Хонсуемхебу і звернувся до богів небес, богів землі, іншого світу, щоб просити духа про допомогу. Дух розповідає, що люди обіцяли відновити його гробницю, але не дотримали обіцянки. Хонсуемхеб відправляє слуг відновити гробницю і його саркофаг.
В англійській літературі часто описуються Інші світи, такі як «Світ фей» і «Країна богів». У готичній літературі виокремлено такі елементи, як: Місяць, Поклик мертвих, стародавній особняк, луна забутого доісторичного минулого, далеке-далеке минуле за межами пам'яті, Боги гаю, огидна душа лісу, старовинні рукописи, чорна магія, привиди, надприродна блискавка та інше. Лавкрафт описує похмурий ліс, сповнений казкових істот, можливо, натхненний Арденським лісом або Шварцвальдом, — з міфології Європи.

## У популярній культурі
- Графічна адаптація роману, яку написав Стівен Філіп Джонс і намалював Октавіо Каріелло, спочатку вийшла у видавництві Malibu Graphics. Він був перевиданий окремим графічним романом у 2016 році видавництвом Caliber Comics і є частиною антологічної серії Caliber's H. P. Lovecraft Worlds[2].
- У 2005 році на BBC 7 (пізніше BBC Radio 4 Extra) вийшла адаптація цієї історії, яку повторили у 2020 році[3].
- До однойменного альбому Order of the Solar Temple 2014 року увійшов трек під назвою «Jervas Dudley».
- Гурт The Darkest of the Hillside Thickets взяв свою назву від фрази з цього оповідання.
- У 2007 році на DVD вийшов фільм, який не мав жодного зв'язку з оповіданням, хоча його рекламували як «Склеп» Г. П. Лавкрафта. Його сюжет був схожий на серію фільмів жахів «Пила» та не містив елементів лавкрафтівського жаху.